# Caridina temasek
Caridina temasek is een garnalensoort uit de familie van de Atyidae. De wetenschappelijke naam van de soort is voor het eerst geldig gepubliceerd in 1991 door Choy & Ng.